# Saint-Lary-Soulan
Saint-Lary-Soulan (okzitanisch: Sent Lari e Sola) ist eine französische Gemeinde mit 837 Einwohnern (Stand: 1. Januar 2022) im Département Hautes-Pyrénées in der Region Okzitanien (vor 2016 Midi-Pyrénées). Sie gehört zum Arrondissement Bagnères-de-Bigorre und zum Kanton Neste, Aure et Louron.
Zur Gemeinde gehört die über einen Wanderweg verbundene Exklave Soulan.

## Geographie
Die Gemeinde Saint-Lary-Soulan liegt etwa 27 Kilometer südsüdöstlich von Bagnères-de-Bigorre. Das Gemeindegebiet wird vom Flüsschen Neste de Rioumajou und seinen Zuflüssen durchquert, der an der nördlichen Gemeindegrenze in die Neste mündet. Umgeben wird Saint-Lary-Soulan von den Nachbargemeinden Vignec und Vielle-Aure im Norden, Sailhan und Ens im Nordosten, Azet und Génos im Osten, Gistaín im Süden und Südosten, Bielsa im Süden und Südwesten, Tramezaïgues und Aragnouet im Südwesten sowie Barèges im Westen und Nordwesten.

## Bevölkerungsentwicklung
| Jahr      | 1962 | 1968 | 1975 | 1982 | 1990 | 1999 | 2010 | 2020 |
| Einwohner | 556  | 687  | 710  | 921  | 1108 | 1024 | 885  | 838  |

## Sehenswürdigkeiten
- Kirche Saint-Bertrand aus dem 12. Jahrhundert, Monument historique seit 1944
- Kirche Saint-Pierre aus dem 12. Jahrhundert in der Ortschaft Agos, Monument historique seit 1863
- Kapelle Notre-Dame-du-Bouchet (Kapelle Sainte-Marie)

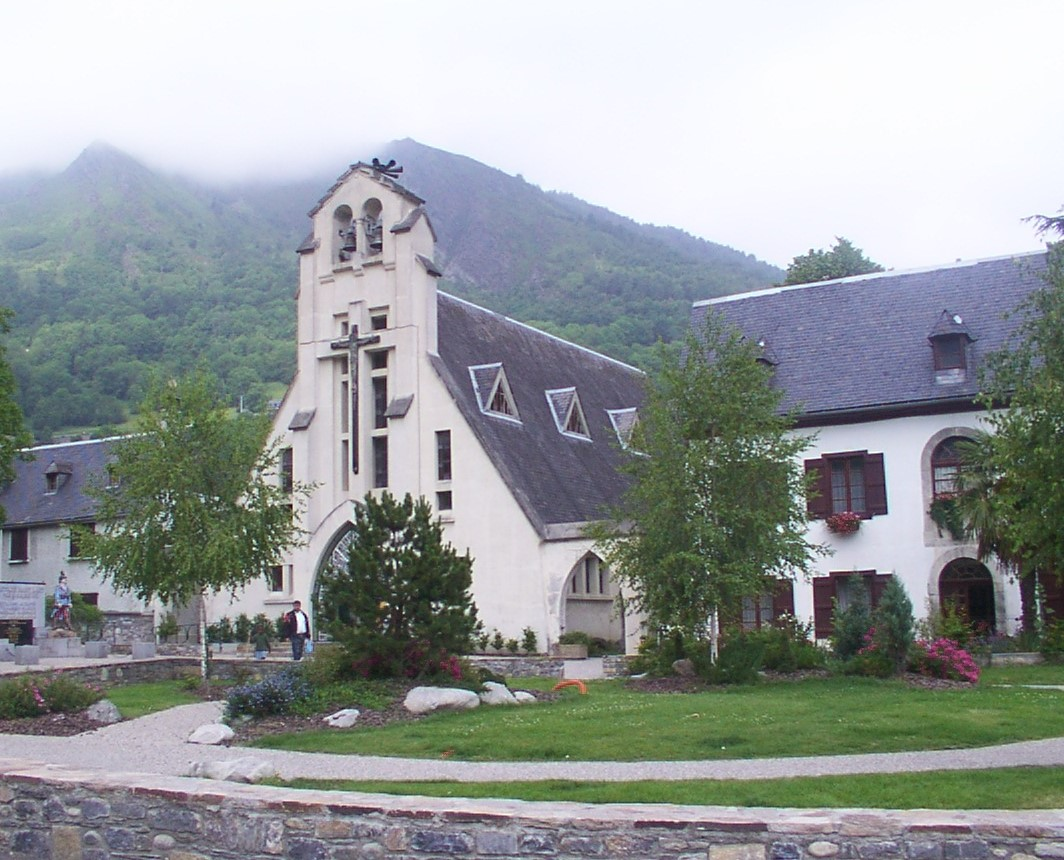
Kirche Saint-Bertrand
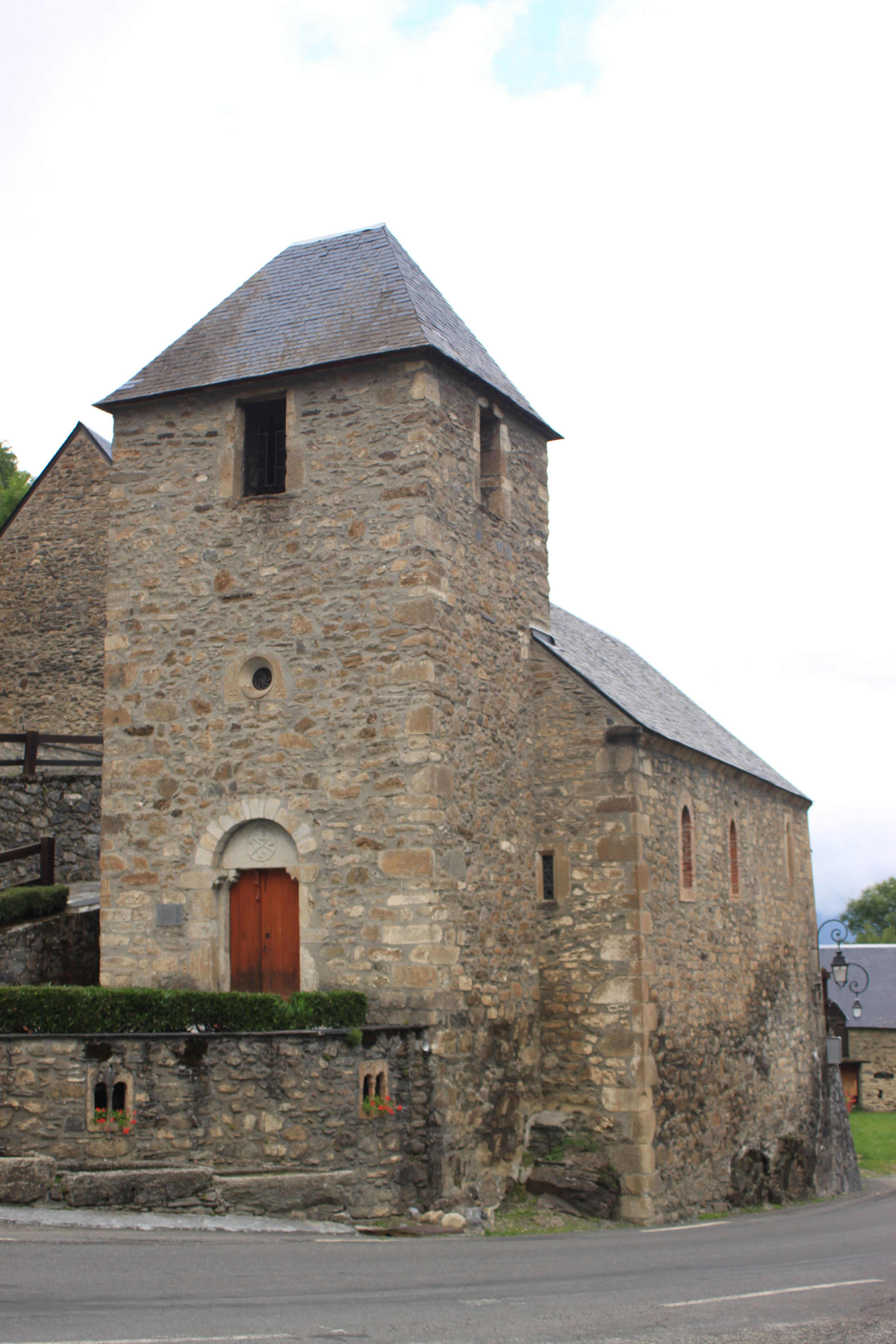
Kirche Saint-Pierre
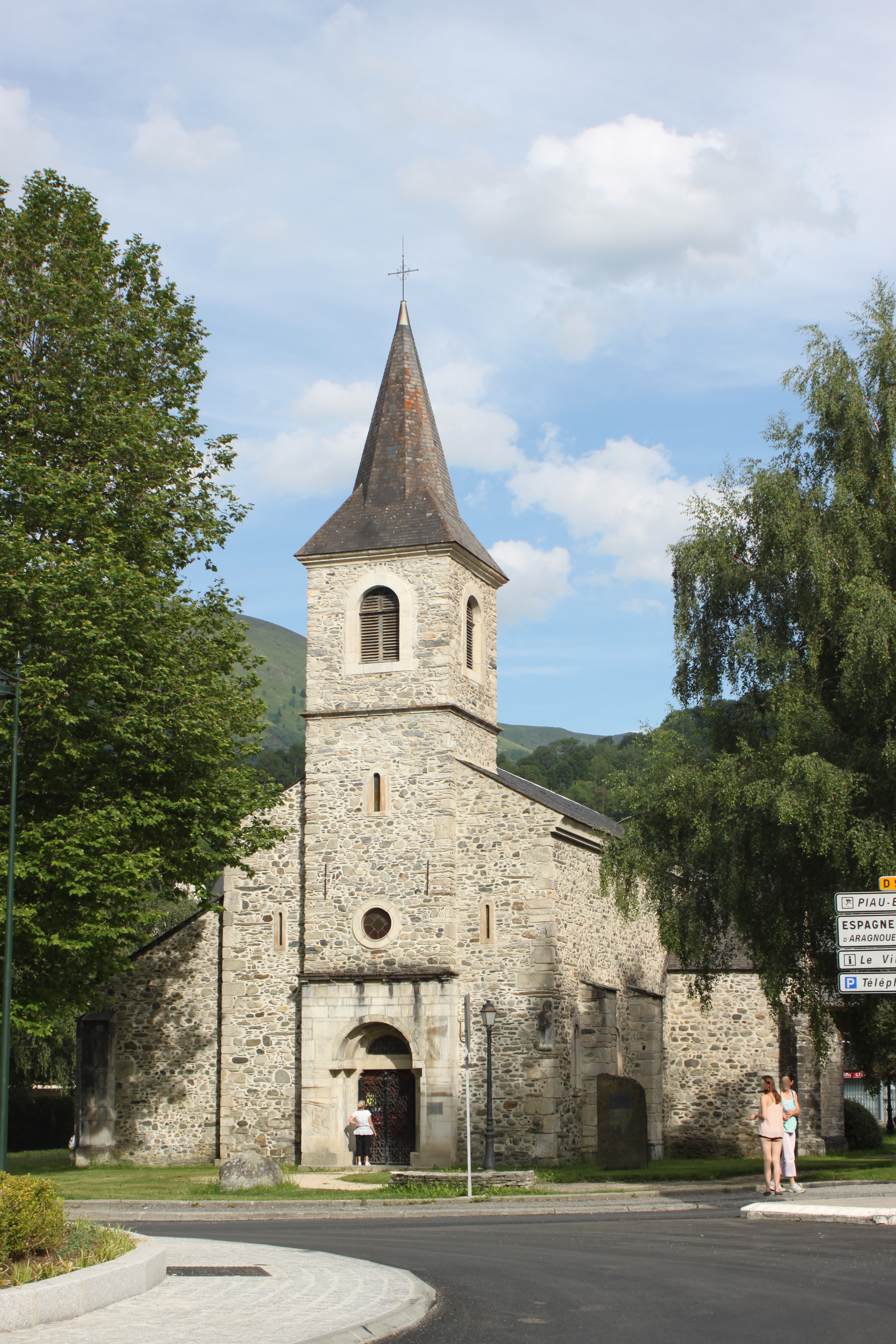
Kapelle Sainte-Marie
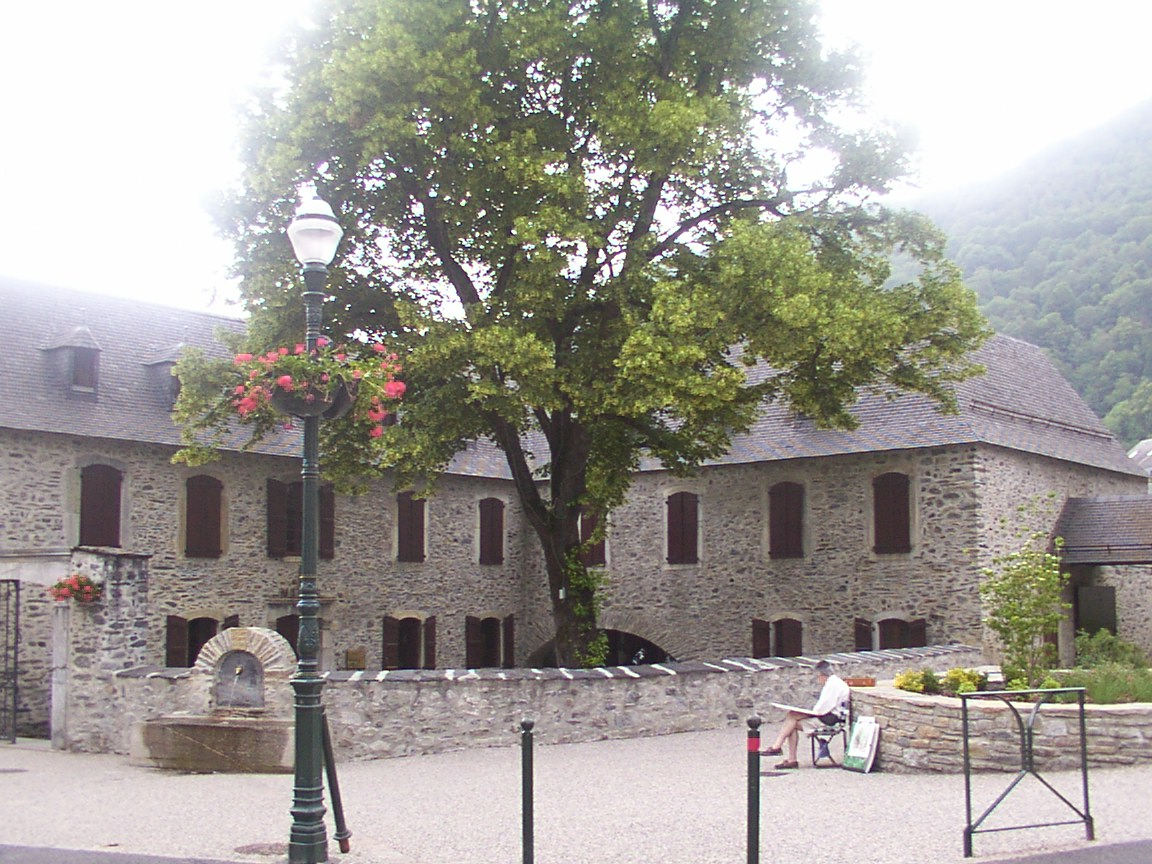
Rathaus (Mairie) von Saint-Lary-Soulan